# 后坪縣
后坪縣，是中華民國大陸時期曾存在過的一個貴州縣份。民國二年（1913年）1月15日，北洋政府颁布《劃一現行各省地方行政官廳組織令》，更改之前全國各省沿用的清朝建制名稱，改府、州為縣，同時也析置了一些新縣，把原思南府婺川縣東北部的后坪彈壓析出，再合併了一些鄰近正安縣、德江縣、印江縣的插花地，新設后坪縣。后坪縣北鄰四川彭水縣，西接婺川縣，南鄰沿河縣，縣內有烏江及洪渡河流過，地理位置重要，但由於縣境全境多為海拔1000米以上的高山，農業不發達，人口也較稀少。

## 历史
后坪縣在貴州屬於開化最早的地方之一。春秋為巴國南鄙。戰國屬楚，後為秦取屬黔中郡。秦時屬巴郡。漢代屬涪陵縣。三國蜀漢屬費州。晉朝屬漢復縣（治所在后坪縣內洪渡）。唐朝屬洪杜縣。宋朝屬彭水縣。宋末本地豪強田氏割據此地，因設隘頭巡檢司。元朝及以後屬於務川縣。清朝光緒十年，於今后坪鄉白雲寺設后坪彈壓委員。民國二年（1913年）升格為縣。民國三十年（1941年）裁撤，縣西的新后坪（茅天）、親團圓、後槽門、焦垻、天山垻、石江坪、鹿池垻、分水、濯水九個聯保劃歸婺川縣，縣東的老后坪、塘垻、洪渡、隘門、甘溪、克天垻六個聯保劃歸沿河縣。

## 區劃
共有后坪、塘垻、洪渡、隘門、甘溪、克天垻、新后坪（茅天）、親團圓、後槽門、焦垻、天山垻、石江坪、鹿池垻、分水、濯水15個聯保。最初縣城設在后坪，民國25年（1936年）以後遷往縣西的茅天。
后坪縣初屬鎮遠道管轄，民國二十四年（1935年）後屬第六行政督察區管轄。

## 地理
根據民國26年12月貴州省建設廳測量數據，后坪縣地理位置爲東經107°50'至108°21'；北纬28°42'至29°06'。南北最長約75公里，東西最寬約50公里，總面積約766.98平方公里，合105萬市畝。其中耕地面積只有不到15.4萬畝，僅佔土地面積的14.3%；而其中水田只有約4.6萬畝，僅佔耕地面積的33.5%，農業條件不好。
全縣屬於亞熱帶季風性濕潤氣候，降水豐沛，雨熱同期。
縣境最高點：濯水的筍子蓋（海拔1743米）。縣境海拔最低點：洪渡的烏江流出貴州處（海拔231米）。
縣內的主要河流有烏江、洪渡河、濯河、都濡水等。除了烏江外其他河流均無法通航。
縣內的洪渡河流域是黑葉猴、金錢豹、中華穿山甲、大鯢、亞洲黑熊等珍稀動物的棲息地，現今的麻陽河國家級自然保護區的北部即在舊后坪縣內。

## 古跡
濯水大道：位於縣境西部，曾為運送食鹽進入貴州的重要道路。
軍門禁約碑：位於縣境北部與四川交界的洪渡河口，為明代萬曆四十三年為了防止貴州四川兩省漢人擄掠夷人引發爭端所立。
青山寺：建於明代，清代於此設都司衙門。
白云寺：建於清代。清光绪十年於此設后坪彈壓委員。
土司城遺址：建於明末和南明期間。在洪渡岩（今红竹村）。佔地500多畝。
后坪縣衙：建於民國，縣城遷往茅天之後改建為小學。

## 軼事
后坪民風彪悍，當地豪強曾戕殺民國15年到民國27年間后坪縣的四任縣長。